# Antonio Cerdà i Lloscos
Antonio Cerdà i Lloscos (Maiorca, 1415 - Roma, 12 de setembro de 1459) foi um cardeal do século XV.

## Primeiros anos
Nasceu em Maiorca em 1390. Seu primeiro nome também está listado como Antonio; e seu sobrenome como de la Cerda e como Cerdán. Foi chamado de Cardeal de Messina ou Cardeal de Lérida.
Cerdà estudou humanidades em Palma de Maiorca e teologia na Universidade de Lérida; obteve o doutorado em teologia e o título de magister.

## Sacerdócio
Cânon do capítulo da catedral de Maiorca. Ingressou na Ordem da Santíssima Trindade (Trinitarianos), no convento do Espírito Santo, Maiorca. Professor de teologia moral, teologia escolástica, Sagrada Escritura e direito canônico na Universidade de Lérida. Participou, como primeiro definidor de sua ordem, do capítulo geral celebrado em Cerf-Froid, Amiens, em 24 de abril de 1429. Redigiu as novas constituições (Constituições canonicorum regularium ordinis SS. Trinitatis ac redençãois captivorum) mandatadas pelo superior geral da ordem, Frei Juan Halbout, após ter sido aprovado e muito elogiado pelo Capítulo Geral. Durante dois anos visitou os conventos da Inglaterra, Escócia e Irlanda; e mais tarde, na Espanha e na Itália. Nomeado procurador-geral da sua ordem na Cúria Romana. Camareiro privado do Papa Eugênio IV. Auditor da Sagrada Rota Romana. Escolhido pelo Papa Nicolau V como conselheiro dos estudos de filosofia e teologia. Por recomendação do rei Alfonso V de Aragão, foi promovido ao episcopado.

## Episcopado
Eleito arcebispo de Messina em 8 de julho de 1447; confirmado, 8 de janeiro de 1448. Consagrado (nenhuma informação encontrada). Abade commendatario de Valledigna, Valência. Não participou do Concílio de Basileia (1431-1449).

## Cardinalato
Criado cardeal-presbítero no consistório de 16 de fevereiro de 1448; recebeu o barrete vermelho e o título de S. Crisogono em 17 de fevereiro de 1448. Transferido para a sé de Lérida, em 28 de março de 1449, com o título pessoal de arcebispo; tomou posse por procurador e continuou residindo em Roma; renunciou à comenda do mosteiro de Valledigna; ocupou a sé de Lérida até à sua morte.
Cardeal Cerdà i Lloscos participou do consistório secreto de 27 de outubro de 1451. Participou do conclave de 1455, que elegeu o Papa Calisto III. Prior comendador do mosteiro beneditino de Santa María de Obarra, diocese de Lérida, 11 de dezembro de 1455; o priorado teve a administração, espiritual e temporal, do mosteiro beneditino de San Pedro de Roda, diocese de Gerona. Administrador da sé de Giovinazzo, 6 de junho de 1455 até 1458. Administrador da sé metropolitana de Ravena, 28 de junho de 1455. Camerlengo do Sagrado Colégio dos Cardeais para o ano de 1456. Legado nas Marcas; ele ajudou a concluir as negociações de paz entre Florença e o rei Alfonso de Nápoles. Prior comendador de São Pedro, Barcelona, 29 de julho de 1458. Auxiliou o Papa Calisto III em sua morte em 6 de agosto de 1458, festa da Transfiguração de Nosso Senhor, que o papa havia instituído. Participou do conclave de 1458, que elegeu o Papa Pio II. Foi tutor do rei Alfonso IV de Nápoles e de seus filhos. Escreveu o tratado De educatione principum (Sobre a educação dos príncipes). O Papa Pio II chamou-o de príncipe dos teólogos”.
Antonio Cerdà i Lloscos morreu em Roma em 12 de setembro de 1459. Sepultado na basílica patriarcal do Vaticano, numa capela que restaurou e que serviu de coro de inverno dos cónegos. A capela e o sepulcro desapareceram quando a nova basílica foi construída no século XVI.